# Finale Coppa Italia 2013
De finale van de Coppa Italia van het seizoen 2012/13 werd gehouden op 26 mei 2013 in het Stadio Olimpico in Rome. Stadsrivalen AS Roma en Lazio namen het tegen elkaar op. Lazio won met het kleinste verschil na een doelpunt van de Bosniër Senad Lulić. Het was de zesde keer dat de Biancocelesti de Coppa in ontvangst mochten nemen.

## Wedstrijd
|                         |         |           |            |                                                               |
| 26 mei 2013 18:00 UTC+2 | AS Roma | 0 – 1     | Lazio Roma | Stadio Olimpico, Rome Scheidsrechter: Daniele Orsato (Italië) |
| 26 mei 2013 18:00 UTC+2 |         | 71' Lulić |            | Stadio Olimpico, Rome Scheidsrechter: Daniele Orsato (Italië) |

| AS Roma | Lazio |

| AS Roma:            |    |                     |         |
|                     |    |                     |         |
| GK                  | 1  | Bogdan Lobonț       |         |
| RB                  | 3  | Marquinhos          |         |
| CB                  | 5  | Leandro Castán      |         |
| CB                  | 29 | Nicolás Burdisso    | 87'     |
| LB                  | 42 | Federico Balzaretti | 11' 76' |
| CM                  | 4  | Michael Bradley     |         |
| CM                  | 16 | Daniele De Rossi    |         |
| RW                  | 8  | Erik Lamela         |         |
| AM                  | 10 | Francesco Totti     | 90+1'   |
| LW                  | 7  | Marquinho           | 26' 83' |
| CF                  | 22 | Mattia Destro       |         |
| Wisselspelers:      |    |                     |         |
| FW                  | 9  | Pablo Osvaldo       | 76'     |
| DF                  | 27 | Dodô                | 83'     |
| Coach:              |    |                     |         |
| Aurelio Andreazzoli |    |                     |         |

| Lazio Roma:       |    |                    |         |
|                   |    |                    |         |
| GK                | 22 | Federico Marchetti |         |
| RB                | 29 | Abdoulay Konko     |         |
| CB                | 20 | Giuseppe Biava     |         |
| CB                | 27 | Lorik Cana         |         |
| LB                | 26 | Ștefan Radu        | 65'     |
| DM                | 24 | Cristian Ledesma   | 1' 54'  |
| RM                | 87 | Antonio Candreva   |         |
| CM                | 8  | Hernanes           | 32' 84' |
| CM                | 23 | Ogenyi Onazi       | 90+2'   |
| LM                | 19 | Senad Lulić        | 75'     |
| CF                | 11 | Miroslav Klose     | 39'     |
| Wisselspelers:    |    |                    |         |
| MF                | 6  | Stefano Mauri      | 54'     |
| MF                | 15 | Álvaro González    | 84'     |
| DF                | 2  | Michaël Ciani      | 90+2'   |
| Coach:            |    |                    |         |
| Vladimir Petković |    |                    |         |

1922 ·
1923–1935 ·
1936 ·
1937 ·
1938 ·
1939 ·
1939 ·
1939 ·
1939 ·
1939 ·
1944–1957 ·
1958 ·
1959 ·
1960 ·
1961 ·
1962 ·
1963 ·
1964 ·
1965 ·
1966 ·
1967 ·
1968 ·
1969 ·
1970 ·
1971 ·
1972 ·
1973 ·
1974 ·
1975 ·
1976 ·
1977 ·
1978 ·
1979 ·
1980 ·
1981 ·
1982 ·
1983 ·
1984 ·
1985 ·
1986 ·
1987 ·
1988 ·
1989 ·
1990 ·
1991 ·
1992 ·
1993 ·
1994 ·
1995 ·
1996 ·
1997 ·
1998 ·
1999 ·
2000 ·
2001 ·
2002 ·
2003 ·
2004 ·
2005 ·
2006 ·
2007 ·
2008 ·
2009 ·
2010 ·
2011 ·
2012 ·
2013 ·
2014 ·
2015 ·
2016 ·
2017 ·
2018 ·
2019 ·
2020 .
2021 .
2022 .
2023 .
2024 .